# Leo de Gale
Sir Leo Victor de Gale, GCMG, CBE (* 28. Dezember 1921 in Saint Andrew, Grenada; † 23. März 1986 in Bristol, England) war ein Politiker aus Grenada, der nach der Unabhängigkeit vom 7. Februar 1974 bis zum 30. September 1978 erster Generalgouverneur von Grenada war.

## Leben
De Gale, Sohn des Landwirts George Victor de Gale und dessen Marie Leonie de Gale, absolvierte seine schulische Ausbildung an der Grenada Boy’s Secondary School und ein Studium im Fach Rechnungswesen an der Sir George Williams University in Montreal. Während des Zweiten Weltkrieges diente er zwischen 1940 und 1945 als Schütze im 1st Canada Survey Regiment der Royal Canadian Artillery und nahm an Kampfeinsätzen in Italien, Frankreich, Niederlande, Belgien und Deutschland teil. Für seine militärischen Verdienste und seine Tapferkeit wurde er mit dem 1939–1945 Star, dem Italian Campaign Star, dem France and Germany Star, der Canadian Volunteer Service Medal, der Defence of Britain Medal sowie der Victory Medal ausgezeichnet. 
Nach Kriegsende kehrte de Gale 1945 nach Grenada zurück und war in der Folgezeit in Privatwirtschaft tätig. Er war Mitgründer der Wirtschaftsprüfungsgesellschaft De Gale & Rapier, deren Partner er bis 1964 war. Zugleich war er zwischen 1951 und 1954 Mitglied der Grenada Volunteer Constabulary und engagierte sich des Weiteren als Präsident der Catholic Men’s Society sowie als Mitglied des West India Committee und der West Indies Associated States Judicial and Legal Services Commission. 1960 wurde er Mitglied der Kommission für den öffentlichen Dienst (Public Service Commission), deren Präsident er zwischen 1966 und 1974 war. Zugleich war er von 1960 bis 1965 Präsident des Roten Kreuzes von Grenada sowie zwischen 1960 und 1970 Mitglied des Ausschusses für staatliche Darlehen (Government Loan Board). Zuletzt war er bis Januar 1974 Vorstandsvorsitzender der Grenada Breweries Ltd. sowie als Direktor verschiedener Handels- und Agrarunternehmen tätig. Darüber hinaus fungierte er zeitweilig als Vorsitzender der Gesellschaft für Bananenanbau-Genossenschaften (Grenada Banana Co-operative Society) sowie Vorsitzender des Verwaltungsrates der Grenada Boy’s Secondary School.
De Gale, der 1969 Commander des Order of the British Empire (CBE) wurde, übernahm am 24. Januar 1974 den Posten als kommissarischer Gouverneur. Nach der Unabhängigkeit vom Vereinigten Königreich wurde er am 7. Februar 1974 erster Generalgouverneur von Grenada und bekleidete dieses Amt bis zu seiner Ablösung durch Paul Scoon am 30. September 1978. 1974 wurde er zum Knight Grand Cross des Order of St. Michael and St. George (GCMG) geschlagen, so dass er fortan den Namenszusatz „Sir“ führte. Nach der unblutigen Revolution der linken Bewegung New Jewel Movement (NJM) unter Maurice Bishop 1979 ging er ins Exil nach England, wo er am 23. März 1986 verstarb.
Am 23. Juli 2014 vermachte seine Familie dem Grenada National Museum die ihm verliehenen Orden und Auszeichnungen als Dauerleihgabe.